# معهد إلينوي للتقنية
معهد إلينوي للتقنية (بالإنجليزية: Illinois Institute of Technology)‏ هي جامعة، تأسست في 1939، في الولايات المتحدة، وكان مؤسسها هو لودفيغ ميس فان دير روه.